# باشگاه فوتبال کان
باشگاه فوتبال استاد مالرب کان (فرانسوی: Stade Malherbe Caen‎) یا باشگاه فوتبال کان، یک باشگاه فوتبال در کشور فرانسه است.
این باشگاه که در شهر کان قرار دارد در سال ۱۹۱۳ میلادی تأسیس شده و سابقه ۲ قهرمانی در لیگ ۲ فرانسه را دارد.
کیلیان امباپه مالک ۸۰ درصد از سهام باشگاه کان به ارزش ۲۰ میلیون یورو است.